# Мепен, Герц Моисеевич
Герц Моисеевич Мепен (15 апреля 1921, Варшава — 12 апреля 2001, Киев) — популярный в 1950—1970 годах украинский модельер. Создавал свои коллекции для Киевского дома моделей (Киев). Характерной чертой творчества стал синтез традиционного классического кроя и этнических мотивов.

## Биография
Родился в Польше.
Перед Второй Мировой войной эмигрировал в СССР. Работая в Средней Азии приобрел локальную известность среди представителей советской элиты. После войны переехал в Киев, где начал работать в Киевском доме моделей одежды  (КДМО)(учрежден в 1944). На протяжении нескольких десятилетий являлся одним из ведущих авторов данного дома. Творчество Мепена оказало значительное влияние на формирование послевоенного ландшафта украинской моды.
Похоронен на Байковом кладбище.

## Творчество
Коллекции Герца Мепена традиционно отличаются широким применением этнического материала, что в условиях советской системы часто воспринималось[кем?] как одна из форм выражения свободомыслия. Автор должен был учитывать большое количество специфических факторов системы, чтобы его работа оказалась реализованной и увидела свет. Герцу Мепену с успехом удавалось сочетать творческие аспекты профессии и суровые реалии плановой экономики СССР. Он был одним из постоянных авторов украинского модного издания «Краса и мода» — практически единственного в то время источника информации о модной индустрии для всей Украины.
Герц Мепен считается[кем?] одним из «патриархов» украинской моды. Его работы оказали влияние на творчество многих украинских дизайнеров второй половины XX века.
Специализируясь на женской верхней одежде Герц Мепен способствовал формированию её типичных черт для всей второй половины XX века.